# دمورا
دمورا (به لاتین: Dhamura) یک منطقهٔ مسکونی در بنگلادش است که در ناحیه باریسال واقع شده‌است. دمورا ۱۰٬۰۰۰ نفر جمعیت دارد.